# 史密斯威森M327PD左輪手槍
史密斯威森M327PD（英語：Smith & Wesson Model 327PD）是一款由美国槍械公司史密斯威森旗下的性能中心以史密斯威森M327（史密斯威森M27的8發弹巢和钪合金底把版本）為藍本研製及生產的8發式“N型底把”雙動操作式狩獵用途左輪手槍，發射.357 S&W馬格南或火力相對較弱的.38 S&W特種彈這二種子彈。

## 概述
史密斯威森M327PD具有一根101.6毫米（4英吋）不連槍口制退器或馬格那孔的不鏽鋼製槍管。它使用了钪合金底把和钛合金彈巢，裝上了一個霍格（英語：Hogue）公司生產的薔薇木握把（亦可改用黑色橡膠握把）。它亦採用了集光HI-VIZ红色光纖準星和可調節的V型缺口式照門。整把左輪手槍表面具有消減防眩眩光的啞光黑色外觀，以及啞光灰色的彈巢。

## 資料來源
- （英文）—Manfacturer: Smith & Wesson （页面存档备份，存于）—Model 327PD （页面存档备份，存于）

## 外部連結
- （英文）—Genitron－Smith & Wesson 327PD （页面存档备份，存于）